# 221
221是220與222之間的自然數。

## 數學性質
- 合數，正因數有1、13、17和221。
質因數分解為{\displaystyle 13\times 17}。
- 虧數，真因數和為31，虧度為190。
- 不尋常數，大於平方根的質因數為17。
- 221是第75個半質數，前一個為219、下一個為226。
  - 連續2個質數的乘積：{\displaystyle {{13}\times {17}}=221}。前一個為143、下一個為323。[1]
- 無平方數因數的數。
- 十进制的奢侈數。
- 五個連續質數的總和：37+41+43+47+53 = 221
- 九個連續質數的總和：11+13+17+19+23+29+31+37+41 = 221
- 第11個中心正方形數

## 其他領域
- 公元221年、公元前221年
- 中国核武器研制基地 (青海)，中国第一个核武器研制基地，当时代号221。
- 荼荼丸，一名大陆的ACG创作者
- 221財務，香港的一家財務公司